# Coronadita
La coronadita és un mineral de la classe dels òxids, que pertany i dona nom al grup de la coronadita. Va ser anomenada l'any 1905 per Waldemar Lindgreen en reconeixement de Francisco Vázquez de Coronado (1510 — 1554), conqueridor espanyol del sud-oest nord-americà.

## Característiques
La coronadita és un òxid de manganès i plom de fórmula química Pb(Mn₆4+Mn₂3+)O16. A més dels elements de la seva fórmula també pot contenir impureses de ferro, alumini i aigua. Cristal·litza en el sistema monoclínic en agregats fibrosos botrioidlas (en forma de grans de raïm), intercalat amb altres bandes d'òxids de manganès i també en lamel·les microscòpiques corbes. La seva duresa a l'escala de Mohs és 4,5 a 5. Està químicament relacionada amb les varietats riques en plom de cesarolita.
Segons la classificació de Nickel-Strunz, la coronadita pertany a «04.DK: Òxids amb proporció Metall:Oxigen = 1:2 i similars, amb cations grans (+- mida mitjana); estructures de túnel» juntament amb els següents minerals: akaganeïta, criptomelana, hol·landita, manjiroita, mannardita, priderita, redledgeita, henrymeyerita, estronciomelana, romanechita i todorokita.

## Formació i jaciments
La coronadita és un mineral primari en filons hidrotermals o aigües termals; i és d'origen secundari en zones oxidades per sobre de roques amb contingut de manganès; també en dipòsits sedimentaris estratolligats.
S'ha trobat coronadita en tots els continents, exceptuant l'Antàrtida. A Catalunya ha estat trobada a les mines La Cresta, a Bellmunt del Priorat, i a la Maria Magdalena, a Ulldemolins, totes dues a la província de Tarragona, així com a les mines de Can Magre (Vidreres, Girona).
Sol trobar-se associada amb altres minerals com: hol·landita, pirolusita i altres òxids de manganès.